# Collin Burn
Der Collin Burn ist ein Wasserlauf in Dumfries and Galloway, Schottland. Er entsteht nördlich des Collin Hags und fließt in nordöstlicher Richtung bis zu seiner Mündung in den Bigholms Burn.